# Smittium elongatum
Smittium elongatum är en svampart som beskrevs av Lichtw. 1972. Smittium elongatum ingår i släktet Smittium och familjen Legeriomycetaceae.   Inga underarter finns listade i Catalogue of Life.